# キリスト教青年会

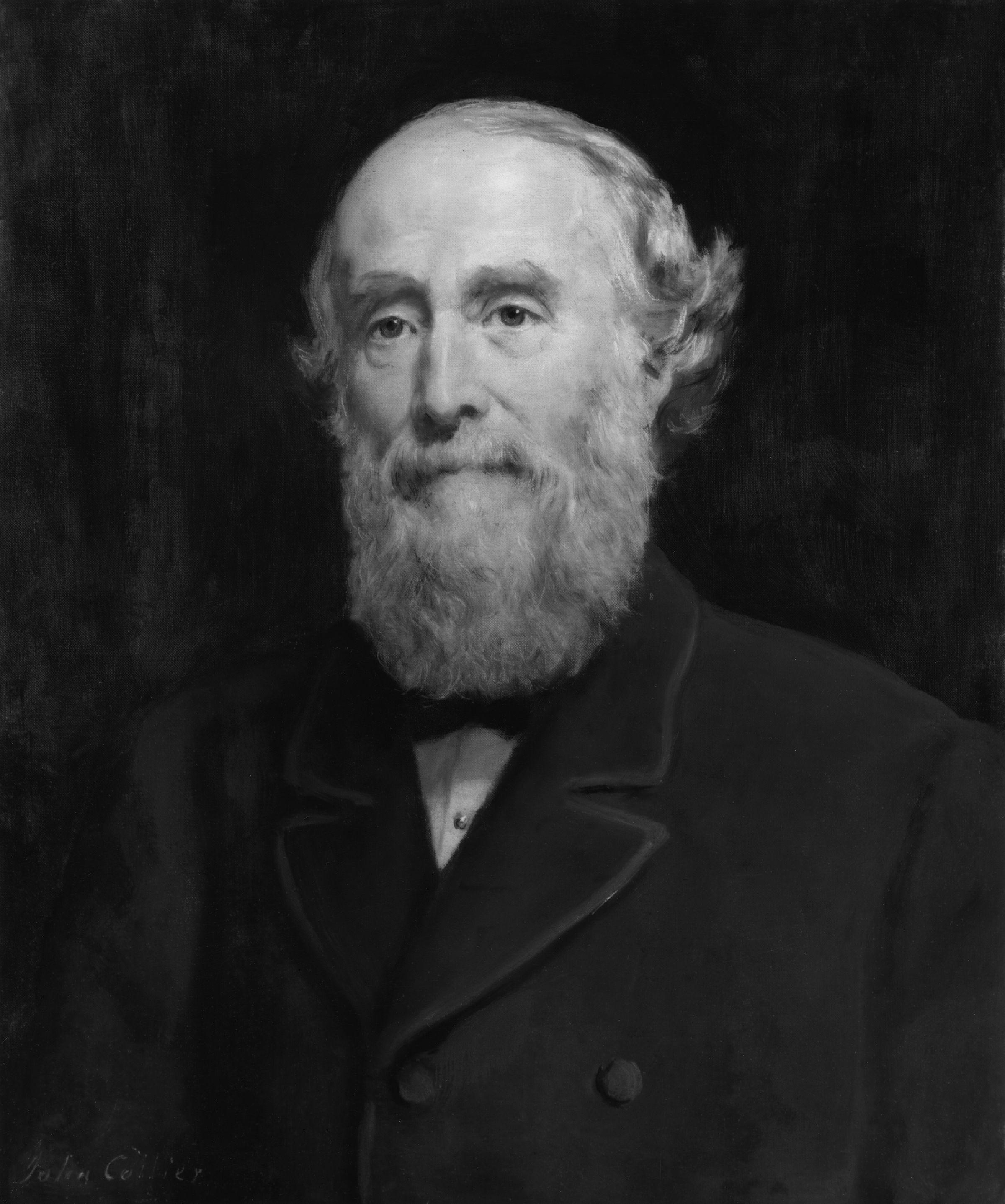
YMCA創設者、ジョージ・ウィリアムズ

キリスト教青年会（キリストきょうせいねんかい、Young Men's Christian Association）、通称YMCAは、キリスト教主義に立ち、教育・スポーツ・福祉・文化などの分野で様々な事業を展開する、150年以上の歴史を持つ世界的な組織である。世界的にはYMCAが通用名である。活動理念の根幹にキリスト教精神を据えているが、ボランティア及びプログラムの参加者の信仰を規定してはいない。
日本では、1880年（明治13年）に初めて東京にYMCAが設立されて以来（東京YMCA）、全国の主要な都市・大学にYMCAの活動拠点がある。

## 概説
1844年6月6日に、ジョージ・ウィリアムズら教派を異にする12名のキリスト教青年によって、イギリス・ロンドンで、キリスト者に限らず青年層に対する啓蒙及び生活改善事業のための奉仕組織として創立された。
その後、活動の輪はヨーロッパおよびアメリカの各地へ広がり、1848年から1852年にかけて、エルベルフェルト（ドイツ）、モントリオール、ボストン、アムステルダム、パリ、ニューヨーク、ワシントン、ジュネーブに相次いでYMCAが創立された。
ジュネーブYMCAを創立し、後に赤十字社を創設することになるアンリ・デュナンが中心となり、1855年には、パリで初めての世界YMCA大会が開かれ、世界YMCA同盟が結成され「パリ基準」が採択された。同盟の本部はジュネーブに置かれている。日本では、1880年（明治13年）に最初のYMCAが東京に設立された（東京YMCA発足）。
ボランティア活動やキャンプなどのアウトドア活動、生涯教育、体育教育などの草分け的存在であり、とりわけバレーボール考案者であるウィリアム・G・モーガンと、バスケットボール考案者であるジェームズ・ネイスミスがいずれもYMCAの体育教師であったことは有名である。また、日本でも、初めて体育館と室内プールを開設したのはYMCAであり、英語教育においてもパイオニア的な役割を果たした。
現在、120以上の国で活動しており、各地のYMCAは本部・支部の関係ではなく、独立した組織であり、それらが国内同盟、世界同盟に加盟する組織形態を持つ。

## 日本
日本には、公益財団法人日本YMCA同盟のほか、それに加盟する形で東京YMCAなど全国の主要都市にYMCAが置かれている。また、旧・帝大をはじめとする大学では学生YMCAが活動している。2014年（平成26年）6月時点で日本YMCA同盟には、全国35都市にある「都市YMCA」および、37の大学・高校にある「学生YMCA」が加盟している。

### 歴史
1880年（明治13年）5月8日、青年牧師有志により日本で最初のYMCAとして東京YMCAが発足した。その際、初代会長に就任した小崎弘道が、Young Menに「青年」の訳を充てYoung Men's Christian Associationを「基督教青年会」と訳出した。これが「青年」という語の発祥とされる。

### 沿革

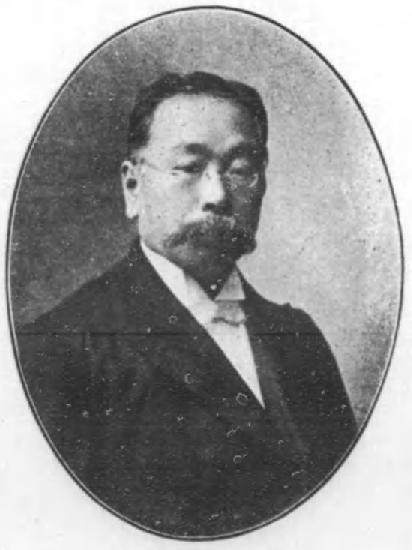
東京YMCA初代会長小崎弘道

- 1844年（天保15年）- 世界初のYMCAがロンドンに創立。
- 1855年（嘉永7年）- 第1回世界YMCA大会がパリで開催。
- 1880年（明治13年）5月8日 - 東京YMCA設立。
- 1882年（明治15年）6月4日 - 大阪YMCA設立。
- 1884年（明治17年）10月18日 - 横浜YMCA設立。
- 1886年（明治19年）- 神戸YMCA設立。
- 1887年（明治20年）- （旧制）専門学校や（旧制）高等学校に学生YMCAの設立の動きが見られ始める。
- 1888年（明治21年）5月13日 - 初の大学YMCAである東京大学YMCAが設立。
- 1889年（明治22年）2月10日 - 京都YMCA設立。
- 1897年（明治30年）- 北海道YMCA（札幌区）設立。
- 1897年（明治30年）- 10の（学生）YMCAが「日本学生YMCA同盟」を結成し、世界学生キリスト教連盟に加盟。
- 1901年（明治34年）- 東京市・横浜市・大阪市・神戸市の4つの（都市）YMCAが「日本市YMCA同盟」を結成。
- 1901年（明治34年）11月 - 長崎YMCA設立。
- 1902年（明治35年）- 名古屋YMCA設立。
- 1903年（明治36年）7月24日 - 日本学生YMCA同盟（加盟51）および日本市YMCA同盟（加盟6）が合併し、「日本YMCA同盟」を結成。
- 1905年（明治38年）- 仙台YMCA設立。
- 1912年（明治45年）- 日本YMCA同盟が財団法人化。
- 1913年（大正2年）- 日本YMCA同盟が朝鮮YMCA連合会を併合。
- 1915年（大正4年）- 夏期学校の常設施設として御殿場に東山荘を開設。
- 1920年（大正9年）- 日本初の教育的組織キャンプ、大阪YMCAにより六甲で実施される。
- 1923年（大正12年）- 関東大震災で東京、横浜、東大、同盟の各YMCA被災。
- 1928年（昭和3年） - 東北大学基督教青年会（現東北大学YMCA渓水寮）設立。[4]
- 1941年（昭和16年）- 世界YMCA同盟から日本YMCA同盟が脱退することを決定。
- 1942年（昭和17年）- 宗教団体法（1940年（昭和15年）4月1日施行）によって日本基督教団にYMCAが併合。
- 1945年（昭和20年）- 空襲で仙台、東京、横浜、名古屋、神戸、広島、長崎、同盟などのYMCA被災。

第二次世界大戦終結。元・名誉主事がGHQ顧問として来日。北米YMCA同盟、世界YMCA同盟との関係修復。
- 1947年（昭和22年） - 第二次世界大戦後初の世界YMCA同盟総会エジンバラで開催、日本参加できず。

宗教団体法の廃止（1945年12月28日廃止）に伴い、日本基督教団からYMCAが独立。
- 1957年（昭和32年）- 東京YMCA女性会員に会員総会構成員としての資格、常議員の選挙権および被選挙権を付与。
- 1961年（昭和36年）- 全国共同募金開始。日韓学生YMCAの正式交流が始まる。
- 1977年（昭和52年）- 第1回日本YMCA大会開催。「日本YMCA綱領」制定。
- 1979年（昭和54年）- 第1回世界YMCA大都市会議、東京で開催。
- 1980年（昭和55年）- 中国YMCAとの交流再開。
- 1981年（昭和56年）- 日米YMCA二国間連絡協議会はじまる。
- 1988年（昭和63年）- 学生YMCA結成100周年記念集会。
- 1989年（平成元年）- 日台YMCA連絡委員会はじまる。
- 2002年（平成14年）- 大阪YMCAが単位制・通信制高校を開校。
- 2003年（平成15年）- 港青基信書院を開校。
- 2006年（平成18年）- 文部科学省より特定公益増進法人認定。
- 2012年（平成24年）- 文部科学省より公益財団法人認定。
- 2015年（平成27年）- 東山荘開設100周年を迎える。

### YMCA寮
下記の大学では、学生YMCAによる自治寮が設置されている。
- 北海道大学YMCA汝洋寮
- 東北大学YMCA渓水寮[5]
- 東京大学YMCA
- 早稲田大学YMCA信愛学舎
- 一橋大学YMCA
- 東京YMCA山手学舎
- 京都大学YMCA地塩寮
- 京都府立医科大学YMCA橘井寮
- 九州大学YMCA一麦寮
- 長崎大学YMCA浦山寮
- 熊本大学YMCA花陵会